# NGC 4852
NGC 4852 је расејано звездано јато у сазвежђу Кентаур које се налази на NGC листи објеката дубоког неба.
Деклинација објекта је - 59° 36' 48" а ректасцензија 13h 0m 9,0s. Привидна величина (магнитуда) објекта NGC 4852 износи 8,9. NGC 4852 је још познат и под ознакама OCL 894, ESO 131-SC17.